# Sofies Welt (Film)
Der Spielfilm Sofies Welt, der im  Jahr 1999 in Norwegen produziert wurde,
gehört zu den Amphibienfilmen. Er entstand unter der Regie von Erik Gustavson.
In dem dramatischen Abenteuerfilm nach dem gleichnamigen Buch Sofies Welt von Jostein Gaarder spielt Silje Storstein Sofie, eine Schülerin, die sich mit philosophischen Fragen beschäftigt und dadurch schrittweise das wirkliche Wesen ihrer Welt erkennt.

## Handlung
Die 14-jährige Sofie Amundsen bekommt von einem Unbekannten Briefe zugeschickt. Im ersten Brief steht nur die Frage „Wer bist Du?“. In einem Zweiten steht allein die Frage „Woher kommt die Welt?“. Von diesen Fragen angeregt, denkt sie über sich und die Welt nach. Sie beginnt zu verstehen, was Philosophie ist und bedeutet. Bald lernt sie auch den Schreiber der Briefe kennen. Es ist der geheimnisvolle Alberto Knox. Mit ihm durchwandert sie die spannende Geschichte der Philosophie, an deren Ende sie das wirkliche Wesen ihrer Welt erkennt und ihre eigene Existenz hinterfragen muss. Sie stellt fest, dass sie nur eine Romanfigur in einer erfundenen Geschichte ist, aber entdeckt auch, dass sie dennoch existiert.

## Produktionshintergrund
Die Dreharbeiten zum Film begannen am 26. Februar 1998. Es wurde an Originalstätten in Norwegen und Griechenland gedreht. Weiter wurden die NRK-Studios in Oslo genutzt. Nach ungefähr 110 Drehtagen waren die Arbeiten beendet.
Als der Film 1999 erschien, war er mit 10 Millionen Dollar der teuerste norwegische Film, der je produziert worden war.
Die Premiere des Films fand am 6. August 1999 in Norwegen statt. Es folgten die Premieren in Dänemark (am 12. November 1999), in Schweden (am 19. November 1999), in Deutschland (am 2. Dezember 1999), in der Schweiz (am 3. Februar 2000), in Japan (am 29. Juli 2000), in Argentinien (am 2. November 2000), in Island (dort als Videopremiere) (am 21. November 2000), in den Niederlanden (am 30. November 2000), in Mexiko (am 21. April 2002) und in Griechenland (am 17. Januar 2003).
Inwieweit der Film für die besagten Länder synchronisiert wurde oder ob es Untertitel gab, ist nicht in jedem Fall ganz klar. Bemerkenswert ist hierbei, dass der Film im Original zwar in norwegischer Sprache produziert wurde, der vom schwedischen Schauspieler Tomas von Brömssen dargestellte Alberto Knox jedoch durchgehend schwedisch spricht. Ungefähr 2005 erschien eine DVD-Fassung mit englischen Untertitel. Aber hinsichtlich Deutschland ist die Sache klarer, ungefähr 2000 erschien eine synchronisierte Fassung auf Video (VHS und DVD).
Neben der Kinofassung wurde gleichzeitig eine längere und geringfügig anders geschnittene mehrteilige Fernsehserienfassung von Sofies Welt hergestellt. Somit gehört der Film zu den sogenannten Amphibienfilmen. Die achtteilige Serie wurde erstmals am 5. Oktober 2000 in Norwegen ausgestrahlt. Finnland folgte am 12. April 2001 und Schweden am 1. Juni 2001. In Deutschland wurde die Serie erstmals am 15. Februar 2003 gesendet.

## Folgenindex der gleichzeitig produzierten Fernsehserie
1. Geheimnisvolle Briefe
2. Alberto Knox
3. Der magische Spiegel
4. Wissen ist Macht
5. Der geheimnisvolle Hund
6. Bis zur letzten Seite
7. Der dritte Gedanke
8. Die Flucht

## Medien
- DVD: Sofies Welt – Constantin Video; die Kinofassung des Films
- DVD: Sofies Welt – Filmverlag Fernsehjuwelen; die TV-Serie (2014)
- VHS: Sofies Welt – Constantin Video; die Kinofassung des Films
- Musik: Sofies Welt (Sophie's World) – von Randall Meyers u. a.